# Clube 20–20–20
Na Major League Baseball (MLB), o clube 20–20–20 é um grupo de rebatedores que conseguiram 20 rebatidas duplas, 20  rebatidas triplas e 20 home runs em uma temporada. Frank Schulte foi o primeiro a atingir a façanha, o fazendo em 1911. Os últimos jogadores a atingir o feito—Curtis Granderson e Jimmy Rollins—se juntaram ao clube 20–20–20 durante a temporada de 2007. Isto marca a primeira vez que dois jogadores conseguiram a conquista na mesma temporada.
No total, apenas sete jogadores são membros do clube 20–20–20. Destes, cinco eram rebatedores canhotos, um era destro e um rebatia de ambos os lados (switch hitter). Dois jogadores—George Brett e Willie Mays—são membros também do clube das 3000 rebatidas, e Mays também é membro do clube dos 500 home runs. Schulte, Rollins e Jim Bottomley venceram o prêmio de Most Valuable Player (MVP) da Major League Baseball no mesmo ano da temporada em que conseguiram o 20–20–20. Ambos, Mays e Rollins se juntaram ao clube rebatendo 30 home runs e roubando 30 bases na mesma temporada, juntando-se também ao Clube 30-30. Brett e Rollins conseguiram mais que 200 rebatidas além de atingir o 20-20-20. Além disso, quatro jogadores acumlaram 20 ou mais base roubadas durante sua temporada 20–20–20. Estes jogadores são coletivamente referidos como o clube 20–20–20–20.
Historicamente, existem inúmeros jogadores que rebateram 20 duplas e 20 home runs na mesma temporada. É o componente de triplas, entretanto, que faz o clube 20–20–20 tão difícil de ser alcançado. Isto porque rebater triplas, apesar de uma rebatida similar a uma dupla, requer velocidade impressionante por parte do corredor.
Devido à rara ocorrência e baixo número de afiliados do clube 20–20–20, a Baseball Digest o chamou de "o mais exclusivo clube nas grandes ligas" em 1979, quando havia apenas quatro membros. Dos cinco membros elegíveis para o Baseball Hall of Fame, três foram eleitos e dois foram eleitos na primeira votação.

## Membros

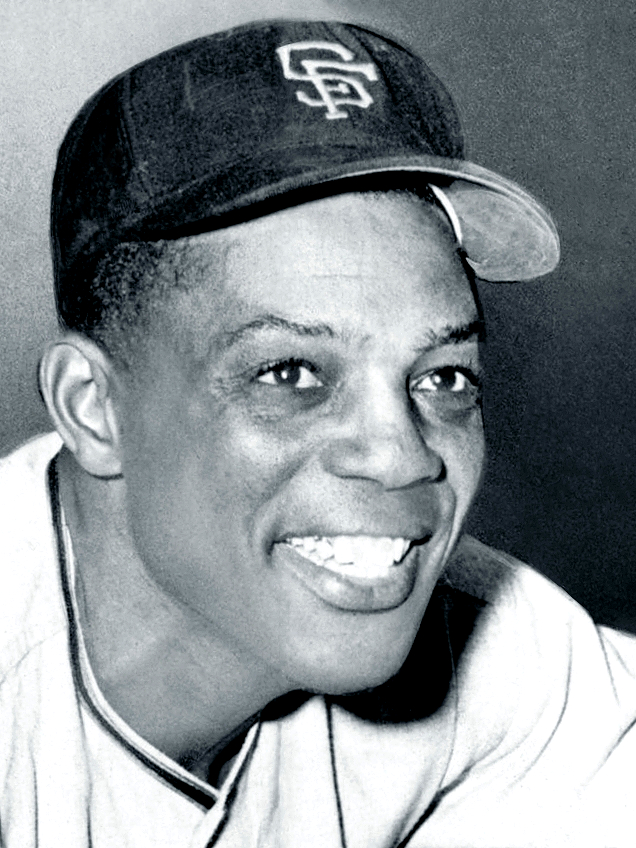
Willie Mays se tornou membro do clube 20–20–20 e do clube 30–30 durante a temporada de 1957 e foi o único jogador a atingir ambas as marcas até Rollins se juntar a ele em 2007.

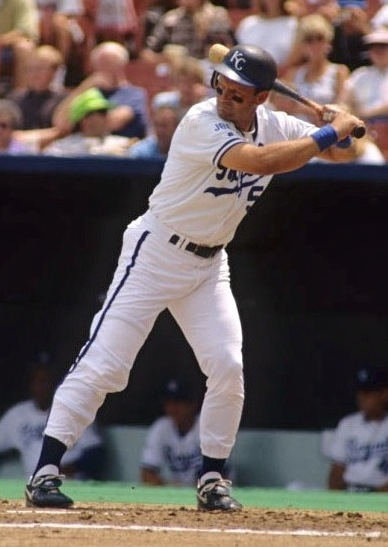
George Brett é um dos três membros do clube 20–20–20 a ser eleito para o Baseball Hall of Fame.

| Ano     | Ano em que a temporada 20-20-20 do jogador ocorreu         |
| Jogador | Nome do jogador                                            |
| Time    | O time em que o jogador atuava quando conseguiu o 20–20–20 |
| 2B      | Número de rebatidas duplas naquele ano                     |
| 3B      | Número de rebatidas triplas naquele ano                    |
| HR      | Número de home runs naquele ano                            |
| SB      | Número de bases roubadas naquele ano                       |
| †       | Eleito para o Baseball Hall of Fame                        |
| ‡       | Jogador ativo                                              |

| Ano  | Jogador            | Time                  | 2B | 3B | HR | Ref    |
| ---- | ------------------ | --------------------- | -- | -- | -- | ------ |
| 1911 | Frank Schulte      | Chicago Cubs          | 30 | 21 | 21 | [ 8 ]  |
| 1928 | Jim Bottomley†     | St. Louis Cardinals   | 42 | 20 | 31 | [ 9 ]  |
| 1941 | Jeff Heath         | Cleveland Indians     | 32 | 20 | 24 | [ 19 ] |
| 1957 | Willie Mays†       | New York Giants       | 26 | 20 | 35 | [ 20 ] |
| 1979 | George Brett†      | Kansas City Royals    | 42 | 20 | 23 | [ 13 ] |
| 2007 | Curtis Granderson‡ | Detroit Tigers        | 38 | 23 | 23 | [ 21 ] |
| 2007 | Jimmy Rollins‡     | Philadelphia Phillies | 38 | 20 | 30 | [ 7 ]  |

### Clube 20–20–20–20
| Ano  | jogador            | Time                  | 2B | 3B | HR | SB | Ref    |
| ---- | ------------------ | --------------------- | -- | -- | -- | -- | ------ |
| 1911 | Frank Schulte      | Chicago Cubs          | 30 | 21 | 21 | 23 | [ 8 ]  |
| 1957 | Willie Mays†       | New York Giants       | 26 | 20 | 35 | 38 | [ 20 ] |
| 2007 | Curtis Granderson‡ | Detroit Tigers        | 38 | 23 | 23 | 26 | [ 21 ] |
| 2007 | Jimmy Rollins‡     | Philadelphia Phillies | 38 | 20 | 30 | 41 | [ 7 ]  |